# Stufe-k Argumentation
Die Stufe-k Argumentation (englisch level-k reasoning) ist ein Modell aus den volkswirtschaftlichen Teilbereichen der Verhaltensökonomik und der Spieltheorie, das versucht, die menschlichen Entscheidungsprozesse in strategischen Spielen zu erklären. In Experimenten wird teilweise ein deutliches Abweichen der Spieler vom vorhergesagten Verhalten aus den Standardtheorien, wie der Rückwärtsinduktion oder der iterativen Elimination strikt dominierter Strategien, beobachtet. Die Stufe-k Argumentation wurde zuerst von Rosemarie Nagel sowie Dale O. Stahl und Paul W. Wilson eingeführt und stellt einen Versuch dar, die Genauigkeit derartiger Vorhersagen zu verbessern.

## Theoretisches Modell
In den meisten Verhaltenstheorien wird die Annahme getroffen, dass Spieler strategisch denken, was bedeutet, dass sie Vermutungen über die wahrscheinlichen Handlungen der anderen Spieler bilden und basierend auf diesen Vermutungen beste Antworten finden. Alleine diese Rationalität genügt jedoch nicht, um eine genaue Vorhersage über den Spielausgang zu treffen, da Spieler bei der Bildung ihrer Vermutungen falsch liegen können.
Entsprechend nehmen Verhaltensökonomen zusätzlich an, dass die Vermutung jedes Spielers über das Verhalten der anderen Spieler mit deren tatsächlichem Verhalten übereinstimmt. Die Annahme der gegenseitigen Rationalität und die Annahme der gegenseitigen Konsistenz definieren also gemeinsam das Gleichgewicht.
Viele Spiele, sowohl reale als auch fiktive, führen jedoch zu Spielausgängen, die von den vorhergesagten Gleichgewichten der Standardtheorien abweichen. Um diese Abweichungen zu erklären, haben unter anderem Rosemarie Nagel, anhand des Schönheitswettbewerbs nach John Maynard Keynes, sowie Stahl und Wilson, anhand 12 verschiedener, symmetrischer 3x3 Spiele, das Nicht-Gleichgewichtsmodell der Stufe-k Argumentation entwickelt. Gemäß dieser Theorie können die Spieler anhand der Stufen ihrer strategischen Überlegungen kategorisiert werden und somit steht die Annahme der begrenzten Rationalität im Fokus.

### Rosemarie Nagels Modell
Der entscheidende Unterschied der Stufe-k Argumentation zu Gleichgewichtsmodellen besteht darin, dass sie Heterogenität bei der Entscheidungsfindung der Spieler zulässt. Dies wird durch die Stufen der strategischen Überlegungen {\displaystyle \textstyle k=0,1,2,3,...} erfasst. Die Stufe-k Argumentation spezifiziert das Verhalten dieser Spielertypen wie folgt.
Stufe-0 Spieler verhalten sich nicht-strategisch. Damit ist gemeint, dass sie zwar Vermutungen über die wahrscheinlichen Handlungen der anderen Spieler haben können, diese aber nicht während des Entscheidungsprozesses berücksichtigen, also auch keine beste Antwort auf ebendiese suchen. Nagel trifft hier die Annahme, dass die Handlungen der Stufe-0 Spieler gleichmäßig über alle möglichen Handlungen verteilt sind. Spielertypen auf höheren Stufen (d. h. {\displaystyle \textstyle k\geq 1}) bilden Vermutungen über die Verteilung der niedrigeren Spielertypen und wählen anhand derer eine beste Antwort als ihre Handlung.
In Nagels ursprünglichem Modell nehmen die Spieler an, dass alle anderen Spieler jeweils dem nächstniedrigeren Spielertyp angehören. Ein Stufe-1 Spieler nimmt also an, dass alle anderen Stufe-0 Spieler sind, und bildet entsprechend seine beste Antwort. Ein Stufe-2 Spieler trifft folglich die Annahme, dass alle anderen Stufe-1 Spieler sind. Dieses Verhaltensmuster setzt sich für höhere Spielertypen fort, wobei jeder Spieler eine endliche Anzahl an Gedankengängen besitzt. Das heißt, dass Individuen darin begrenzt sind, wie tiefgehend sie strategisch denken können.
Eine wichtige Implikation der Stufe-k Argumentation in ihrer ursprünglichen Form ist die Annahme jeden Spielers, sich auf der höchsten Stufe aller Spieler im Spiel zu befinden. Auf einer gewissen Stufe-k werden Spieler die Tatsache vernachlässigen, dass andere Spieler ebenso Stufe-k oder sogar höher sein könnten. Dieses Verhalten wurde vielen Faktoren zugeschrieben, wie Instandhaltungskosten oder schlichtweg Selbstüberschätzung.

### Stahl und Wilsons Modell
In der Version von Stahl und Wilson ermitteln die Spieler ihre beste Antwort nicht fehlerfrei. Zwar wird wie auch in Nagels Modell eine gleichmäßige Verteilung der Handlungen der Stufe-0 Spieler über alle möglichen Handlungen angenommen, jedoch wird dies als unpräzise angesehen. Die Fehler äußern sich darin, dass Stufe-1 und Stufe-2 Spieler beste Antworten finden, wobei Handlungen mit höherer Auszahlung mit einer höheren Wahrscheinlichkeit gewählt werden.
Spielertypen höherer Stufe werden in dieser Form der Stufe-k Argumentation nicht in Betracht gezogen. Neben den klassischen Stufe-k Spielertypen führen Stahl und Wilson weitere Typen ein. Der naive Nash Spieler wählt das Nash-Gleichgewicht, der weltliche Spieler findet eine beste Antwort auf die Verteilung der Stufe-k Spieler und der naiven Nash Spieler, und der rationale Erwartungen Spieler findet eine beste Antwort basierend auf der korrekten Vermutung über die Häufigkeit alle anderer Typen. Bis auf letzteren können die beiden anderen Spielertypen ebenfalls in Nagels Modell abgebildet werden.

## Das klassische Spiel: Schönheitswettbewerb (Beauty Contest)
Das wohl am häufigsten studierte Beispiel für das abweichende Verhalten der Spieler in Experimenten im Zusammenhang mit der Stufe-k Argumentation ist der Schönheitswettbewerb nach John Maynard Keynes. Rosemarie Nagel hat das Spiel auf folgende Weise beschrieben: Angenommen es gibt viele Spieler, von denen jeder gleichzeitig eine ganze Zahl aus dem Zahlenbereich {\displaystyle \textstyle [0,100]} wählt. Gewonnen hat der Spieler, dessen gewählte Zahl am nächsten am Mittelwert aller gewählten Zahlen (multipliziert mit einem allgemein bekannten Parameter {\displaystyle \textstyle p}, wobei in der Regel {\displaystyle \textstyle 0\leq p<1}) liegt. Sind zwei oder mehr Spieler gleich weit von dieser Zahl entfernt, wird die Auszahlung gleichmäßig unter den Gewinnern aufgeteilt (oder per Los entschieden, wer gewonnen hat).

### Nash-Gleichgewicht durch iterative Elimination strikt dominierter Strategien
Die Standardlösung für den Schönheitswettbewerb nach Keynes wird durch iterative Elimination strikt dominierter Strategien bestimmt. Sei {\displaystyle \textstyle p={\frac {2}{3}}} für alle nachfolgenden Betrachtungen des Schönheitswettbewerbs.
Ein vollständig rationaler Spieler wird beobachten, dass der höchstmögliche Mittelwert multipliziert mit {\displaystyle \textstyle p} 67 beträgt. Dieser Spieler wird ebenfalls vorhersagen, dass die anderen Spieler dies auch wissen und sich entsprechend verhalten werden, so dass die maximal mögliche Zahl 45 wird. Das wiederum sollten auch die anderen Spieler wissen. Dieser Vorgang wiederholt sich auf unbestimmte Zeit und endet damit, dass alle Spieler 0, das Nash-Gleichgewicht, für dieses Spiel auswählen. Sofern nur ganze Zahlen erlaubt sind, gibt es zusätzlich noch das Nash-Gleichgewicht, in dem alle Spieler 1 auswählen.

### Stufe-k Argumentation im Schönheitswettbewerb
In Experimenten beobachtet man jedoch, dass die meisten Spieler Zahlen um entweder 22 oder 33 wählen. Mithilfe der Stufe-k Argumentation lässt sich dies erklären: Ein Stufe-1 Spieler nimmt an, dass alle anderen Stufe-0 Spieler sind, also eine Zahl nicht-strategisch (z. B. zufällige Zahl, Zahl mit spezieller Bedeutung für den Spieler) wählen. In Nagels Modell sind diese Zufallszahlen gleichmäßig über alle möglichen Zahlen verteilt, so dass der Mittelwert 50 beträgt. Als beste Antwort wählt ein Stufe-1 Spieler entsprechend 33. Ein Stufe-2 Spieler wiederum nimmt an, dass alle anderen Stufe-1 Spieler sind und wählt als beste Antwort 22. Dieser Vorgang wiederholt sich für Spieler höherer Stufen entsprechend.
Die beobachteten Abweichungen vom Nash-Gleichgewicht stimmen also mit den Spielertypen der ersten und zweiten Stufe überein und unterstützen die Stufe-k Argumentation. Nur ein kleiner Anteil von Spielern weist tiefergehende Gedankengänge als die der Stufe-2 auf.

## Beschränkungen der Stufe-k Argumentation

### Stufe-0 Spieler
Die Verteilung der Stufe-0 Spieler innerhalb der Population ist essenzieller Bestandteil der Stufe-k Argumentation, da sie das Fundament für die Entscheidungen aller Spielertypen einer höheren Stufe bildet. In der Literatur herrscht bisweilen die die Meinung vor, dass es sich bei diesem grundlegenden Spielertyp nur um ein Konstrukt in den Köpfen der Spieler höherer Stufen handelt. Empirisch ist Stufe-0 Verhalten nicht nur schwer nachzuweisen, sondern es gibt sogar Untersuchungen, die mit einer allgemeinen diskreten Verteilung zeigen, dass der geschätzte Anteil solcher Spielertypen häufig 0 ist.
Im Allgemeinen gehen sowohl die ursprünglichen Versionen der Stufe-k Argumentation nach Nagel sowie Stahl und Wilson als auch die meisten späteren Erweiterungen und Modellierungen davon aus, dass Stufe-0 Spieler ihre Handlung zufällig aus allen möglichen Handlungen auswählen und diese somit gleichmäßig über alle möglichen Handlungen verteilt sind. Eine alternative Annahme an Stufe-0 Verhalten ist es, dass derartige Spielertypen die herausstechende Wahl unter allen möglichen Handlungen auswählen.
Es zeigt sich hieran, dass Stufe-0 Spieler nicht nur existenziell für das Bestimmen der höheren Stufen der strategischen Überlegungen sind, sondern auch immer gewisser Annahmen bedürfen. Entsprechend wird unter anderem je nach Kontext, Spielformat und/oder Forschungsfrage ein anderes Stufe-0 Verhalten angenommen. Welche Spezifikation die beste ist, wird teilweise als eine empirische Herausforderung angesehen.

### Kategorisierung der Spielertypen
Im Rahmen der Stufe-k Argumentation stellt auch die Problematik der reinen Beobachtungsdaten eine große Herausforderung für Ökonomen dar. Nicht selten lässt sich anhand des Verhaltens der Spieler alleine nur schwer die tatsächlich zugrundeliegende Entscheidungsregel ableiten. Daher versuchen Verhaltenstheoretiker zunehmend, Methoden zu entwickeln, mithilfe derer zusätzliche Informationen über die Entscheidungsprozesse der Spieler gewonnen werden können.
Typischerweise sammeln Ökonomen Daten für ein bestimmtes Spiel und finden danach eine geeignete Verteilung der Spielertypen innerhalb der Population. Derartige ex post Verteilungen geben möglicherweise keinen Aufschluss darüber, ob eine Entscheidung auf eine bestimmte Stufe strategischer Überlegungen oder eine andere zugrundeliegende Entscheidungsregel zurückzuführen ist.

#### Verschiedene Ansätze zur verbesserten Kategorisierung der Spielertypen
Zur Verbesserung der Kategorisierung der Spielertypen wurde eine Vielzahl alternativer Ansätze verfolgt. Ein Ansatz identifiziert die Entscheidungsregel eines Individuums, indem dessen Verhaltensmuster in einer Vielzahl von Spielen der gleichen Klasse untersucht wird und ihm der Spielertyp zugewiesen wird, der am besten zu seinem Gesamtverhalten passt.
Ein anderer Ansatz konfrontiert die beobachteten Handlungen mit zusätzlichen Daten, die Hinweise über den Entscheidungsprozess geben, um die Spielertypen zu bestimmen. So untersuchten einige Forscher Daten über das Informationssuchverhalten, die mit MouseLab aufgezeichnet wurden, andere verwendeten ex post Erklärungen der Teilnehmer zu deren Entscheidungen und wieder andere analysierten die Argumente der Spieler, um ihre Teamkollegen davon zu überzeugen, ihren Ratschlägen zu folgen.

#### 11-20 Geldanfrage-Spiel (11-20 Money Request Game)
Als Gegensatz zu diesen früheren Ansätzen in der Literatur entwickelten Ayala Arad und Ariel Rubinstein das 11-20 Geldanfrage-Spiel (englisch 11-20 Money Request Game). In der Grundversion werden zwei Spieler gebeten, einzeln eine ganze Zahl zwischen 11 und 20 Schekel anzufordern. Danach erhält jeder Spieler den Betrag, um den er gebeten hat. Wenn ein Spieler genau einen Schekel weniger verlangt als der Gegenspieler, erhält er zusätzlich 20 Schekel.
Dieses relativ einfache Spielformat ermöglicht eine instinktive, klare Spezifikation der Spielertypen nach der Stufe-k Argumentation. Darüber hinaus ist das Bestimmen der besten Antworten sowohl einfach als auch genau: Stufe-0 Spieler wählen die hervorstechende 20 und Stufe-1 (-2) Spieler antworten am besten mit 19 (18).
Ein Experiment mit Studenten der Universität Tel Aviv gab deutliche Hinweise darauf, dass das Nash-Gleichgewicht das beobachtete Verhalten nicht erklären konnte: Mehr als zwei Drittel der Spieler forderten 17, 18 oder 19 Schekel an. Die schriftlichen Erklärungen deuten darauf hin, dass Auswahlmöglichkeiten unterhalb von 17 Schekel eher auf zufällige Entscheidungen als auf strategische Überlegungen zurückzuführen sind.

## Erweiterungen der Stufe-k Argumentation
Nach der Einführung der Stufe-k Argumentation durch Nagel sowie Stahl und Wilson haben verschiedene Ökonomen diverse Spiele in den unterschiedlichsten Variationen untersucht. Auch aufgrund der zuvor beschriebenen Beschränkungen der Theorie entstand eine Vielzahl an Erweiterungen und Modellierungen des ursprünglichen Modells.
So gibt es beispielsweise einige Theoretiker, die anmerken, dass ein Spieler nicht notwendigerweise unter die oben genannten Spielertypen fallen muss. Stattdessen könnte ein Spieler unter der Annahme, dass jeder Spielertyp zu einem gewissen Prozentsatz in der Population vertreten ist, seine entsprechend beste Antwort finden.

### Theorie der kognitiven Hierarchie (Cognitive Hierarchy Theorie)
Die Theorie der kognitiven Hierarchie (englisch Cognitive Hierarchy Theory, CHT) geht auf Colin Camerer, Teck-Hua Ho und Juin-Kuan Chong zurück. Der wesentliche Unterschied zur Stufe-k Argumentation liegt in der Verteilung der verschiedenen Spielertypen innerhalb der Population.
Im Speziellen nehmen Camerer, Ho und Chong in ihrem Modell an, dass die Spieler nicht annehmen, dass alle anderen Spieler genau der nächstniedrigeren Stufe angehören, sondern dass sämtliche niedrigeren Spielertypen zu einem gewissen Anteil in der Population vertreten sind. Darüber hinaus trifft die CHT die Annahme, dass alle Spieler korrekte Vermutungen über die relative Häufigkeit dieser niedrigeren Spielertypen bilden und diese wahre Verteilung einer Poisson-Verteilung mit Parameter {\displaystyle \textstyle \tau } folgt.
Im Beispiel des Schönheitswettbewerbs nehmen die Stufe-1 Spieler weiterhin an, dass alle anderen Stufe-0 Spieler sind, und wählen 33. Stufe-2 Spieler vermuten nun jedoch, dass beide Spielertypen in der Population existieren – das exakte Verhältnis hängt dabei von der wahren Verteilung innerhalb der Population, also {\displaystyle \textstyle \tau }, ab. Entsprechend werden sie eine Zahl größer als 22 auswählen.

### Verallgemeinerte Theorie der kognitiven Hierarchie (Generalized Cognitive Hierarchy Theory)
Die verallgemeinerte Theorie der kognitiven Hierarchie (englisch Generalized Cognitive Hierarchy Theory, GCHT) ist eine Weiterentwicklung der CHT von Chong, Ho und Camerer. Sie stellt das bisher zuletzt veröffentlichte Modell aus dem Bereich der Stufe-k Argumentation dar. Im Vergleich zu ihrer ursprünglichen Theorie haben die Autoren zwei Parameter hinzugefügt, um die Genauigkeit der Vorhersagen zu verbessern.
1. Der Parameter {\displaystyle \textstyle \alpha } {\displaystyle \textstyle (\geq 1)} erfasst die Tendenz der Spieler, eine Verzerrung durch Stereotypisierung zu erfahren. Damit ist gemeint, dass Individuen gerade in Situationen starker kognitiver Belastung oder erschöpfter kognitiver Kapazitäten dazu verleitet sind, ihre Vermutungen dahingehend zu vereinfachen oder zu reduzieren, dass sie Informationen stereotypisieren, also anhand gemeinsamer typischer Eigenschaften gruppieren, um so die Effektivität der Informationsverarbeitung und des Entscheidungsprozesses zu erhöhen (siehe auch out-group homogeneity). Angewandt auf die Stufe-k Argumentation bedeutet dies, dass Spieler wie in der CHT sämtliche niedrigeren Spielertypen in ihren Entscheidungsprozess miteinbeziehen, die relative Verteilung der niedrigeren Stufen werden allerdings nur korrekt bestimmt, wenn {\displaystyle \textstyle \alpha =1}. Je höher der Parameter {\displaystyle \textstyle \alpha } ist, desto mehr konzentrieren sich die Spieler auf die am häufigsten auftretenden niedrigeren Spielertypen.[11]
2. Der Parameter {\displaystyle \textstyle \beta } {\displaystyle \textstyle (\geq 1)} unterstützt eine veränderte Spezifikation des Stufe-0 Verhaltens. Die geläufigen Annahmen eines zufällig handelnden Stufe-0 Spieler bzw. eines Stufe-0 Spielers, der eine Attraktion durch die hervorstechende Handlung erfährt, werden dahingehend ersetzt, dass dieser Spielertyp in der GCHT abgeneigt ist, die minimale Auszahlung zu erhalten. Kurz gesagt, agieren Stufe-0 Spieler weiterhin nicht-strategisch, jedoch sind sie in der Lage, Handlungen, die niemals die kleinstmögliche Auszahlung für eine beliebige Strategie des Gegners ergeben, mit einer höheren Wahrscheinlichkeit ({\displaystyle \textstyle \beta }) zu wählen als die Handlung, die die geringste Auszahlung ergibt.[11] Anders als unter der Annahme zufällig agierender Stufe-0 Spieler wird, im Rahmen der GCHT suggeriert, dass jeder Spieler nicht-dominierte Handlungen häufiger als dominierte Handlungen auswählt.[11]

Die verallgemeinerte Theorie der kognitiven Hierarchie beinhaltet sowohl die ursprüngliche CHT als auch eine abgewandelte Form der klassischen Stufe-k Argumentation, in der höhere Spielertypen eine beste Antwort auf die am häufigsten auftretende niedrigere Stufe finden (und nicht zwangsläufig auf die nächstniedrigere Stufe).
- Für {\displaystyle \textstyle \alpha =1} und {\displaystyle \textstyle \beta =1} ergibt sich der theoretische Rahmen der Theorie der kognitiven Hierarchie: Spieler sind in der Lage, die relative Verteilung der niedrigeren Spielertypen korrekt zu spezifizieren und Stufe-0 Spieler folgen der Annahme zufälligen Handelns.
- Für {\displaystyle \textstyle \alpha =\infty } und {\displaystyle \textstyle \beta =1} ergibt sich der theoretische Rahmen der abgewandelten Form der Stufe-k Argumentation: Spieler gehen davon aus, dass die anderen Spieler einem einzigen niedrigeren Spielertyp angehören, und Stufe-0 Spieler folgen der Annahme zufälligen Handelns.

### Stufe-k Argumentation in dynamischen Spielen
Die Stufe-k Argumentation ist bisweilen nahezu ausschließlich auf Spiele in Normalform, wie den Schönheitswettbewerb angewandt worden. Spiele in Extensivform sind daher im Rahmen der Theorie noch wenig untersucht. Allerdings wird auch bei diesen Spielen häufig ein abweichendes Verhalten der Spieler beobachtet. Ein klassisches Beispiel hierfür ist das Tausendfüßlerspiel nach Robert W. Rosenthal.

#### Tausendfüßlerspiel (Centipede Game)

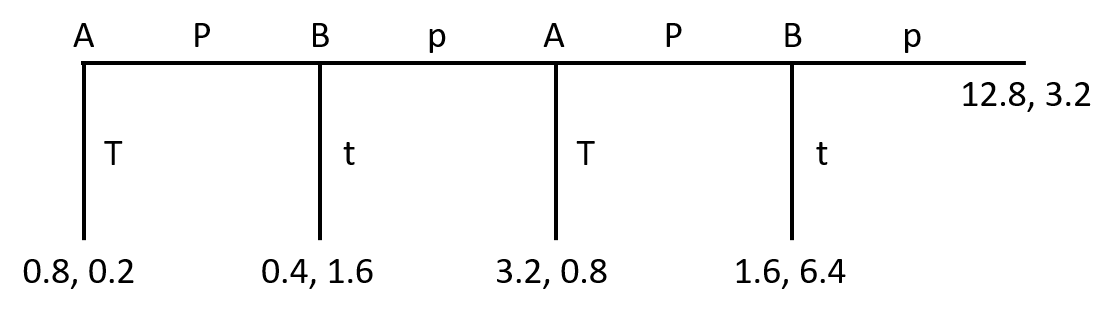
Spielbaum eines 4-rundigen Tausendfüßlerspiels. Der Geldtopf verdoppelt sich in der nächsten Runde, wenn A bzw. B ihn in seiner Runde erhöht (P bzw. p). Beendet ein Spieler in seiner Runde das Spiel (T bzw. t), erhält er 80 % des Geldtopfes und der andere Spieler die übrigen 20 %.

Im Tausendfüßlerspiel (englisch Centipede Game) entscheiden zwei Spieler immer abwechselnd, ob sie einen stetig anwachsenden Geldtopf erhöhen wollen ("Pass") oder ob sie das Spiel beenden wollen ("Take"), um einen größeren Anteil des Geldtopfes zu behalten. In diesem Beispiel heißen die Spieler A und B. Als erstes entscheidet A und erhält ebenfalls den größeren Anteil, wenn B sich entscheidet, den Geldtopf in der letzten Runde zu erhöhen.

Die Standardlösung für das Tausendfüßlerspiel wird durch Rückwärtsinduktion bestimmt. In der letzten Runde wird B seine beiden möglichen Auszahlungen vergleichen und das Spiel beenden anstatt den Geldtopf zu erhöhen, da er so seine Auszahlung maximiert.

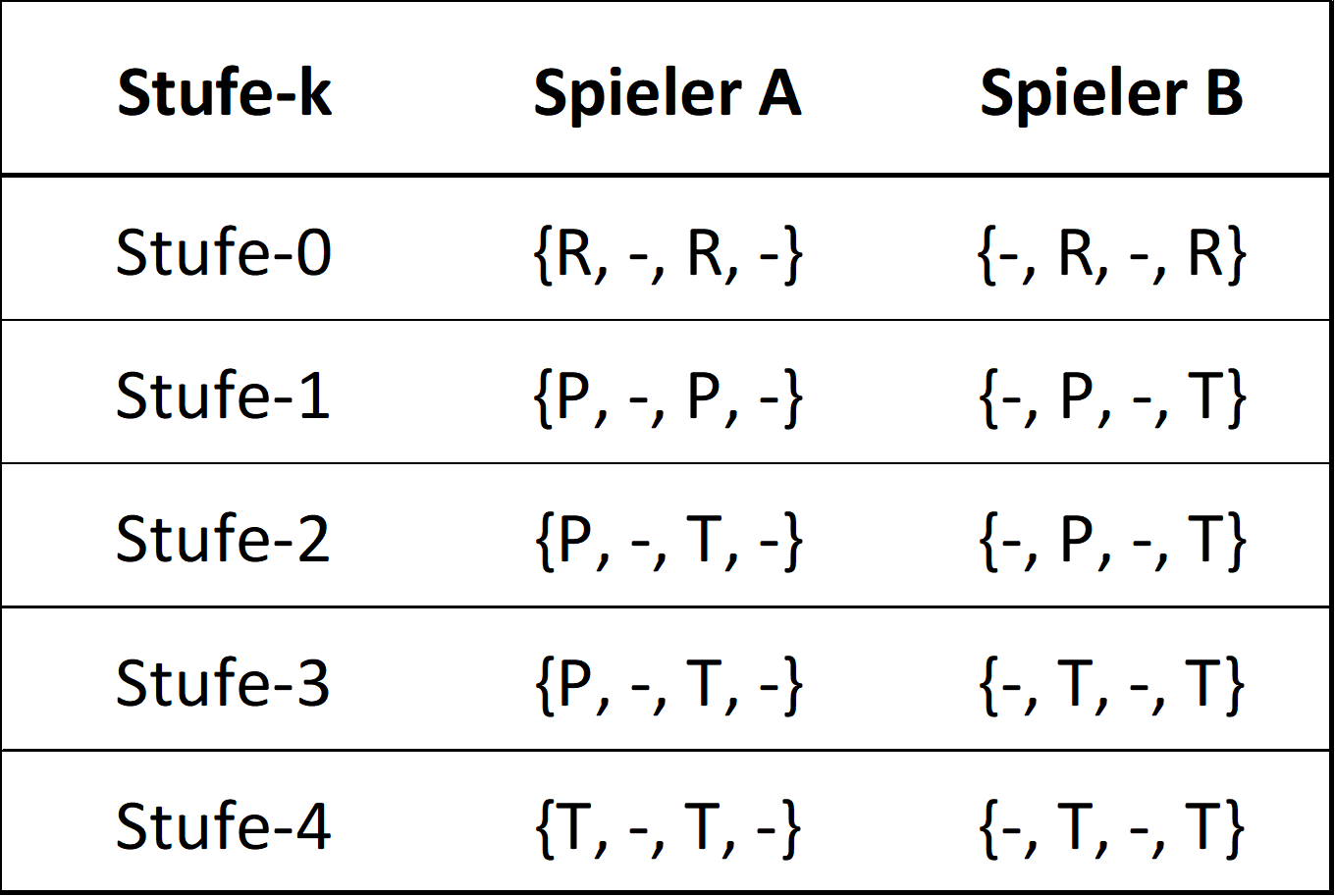
Kategorisierung der Spielertypen im 4-rundigen Tausendfüßlerspiel. R steht für zufälliges Handeln eines Spielers, P steht für das erhöhen des Geldtopfes und T steht für das Beenden des Spiels.

 In der vorletzten Runde weiß A, dass B das Spiel in der letzten Runde beenden wird. Er entscheidet also das Spiel zu beenden anstatt den Geldtopf zu erhöhen, um wiederum seine mögliche Auszahlung zu maximieren. Dieser Vorgang wiederholt sich iterativ und endet mit dem teilspielperfekten Nash-Gleichgewicht, in dem A das Spiel in seiner ersten Runde beendet.
Daher sagt die Standardtheorie vorher, dass alle Spieler das Spiel trotz der höheren Auszahlungen, die bei einem kooperativeren Handeln entstünden, beenden werden, sobald sie die Gelegenheit dazu haben. Ein derartiges kooperatives Verhalten wird jedoch in Experimenten regelmäßig beobachtet – wenn auch nur für eine begrenzte Anzahl von Runden. Während die Vorteile der Kooperation bestehen bleiben (und sogar wachsen), werden die meisten Spiele nach der Hälfte der Runden von einem Spieler beendet, der zuvor kooperativ war.
Unter der Annahme, dass ein Stufe-0 Spieler zufällig agiert, also bei jeder seiner Entscheidungen mit gleicher Wahrscheinlichkeit den Geldtopf erhöht oder das Spiel beendet, entspricht das beobachte Verhalten der Spieler in Experimenten den Spielertypen der Stufe-2 und Stufe-3 für Spieler A bzw. der Stufe-3 und Stufe-4 für Spieler B.

#### Dynamisches Stufe-k Modell (Dynamic Level-k Model)
Mit dem dynamischen Stufe-k Modell (englisch Dynamic Level-k Model) haben Teck-Hua Ho und Xuanming Su als erste einen Versuch unternommen, die Stufe-k Argumentation auf dynamische Spiele anzuwenden. Die Autoren nehmen hierzu an, dass ein Stufe-0 Spieler an jedem Entscheidungspunkt mit gleicher Wahrscheinlichkeit entweder den Geldtopf erhöht oder das Spiel beendet. Ein höherer Spielertyp findet immer die beste Antwort auf den nächstniedrigeren Spielertyp.
Wichtig im Kontext extensiver Spielformen ist es, die Strategie eines Spielers für alle Entscheidungspunkte zu definieren. Ho und Su treffen entsprechend die Annahme, dass ein Spieler ab dem Zeitpunkt, an dem er sich das erste Mal dazu entscheidet, das Spiel zu beenden, auch an allen weiteren Entscheidungspunkten das Spiel beenden würde. Diese Annahme wird dadurch begründet, dass es egal ist, welche Entscheidung an späteren Entscheidungspunkten getroffen wird, da diese niemals erreicht werden.
Im dynamischen Stufe-k Modell formen die Spieler anfängliche Vermutungen über den Spielertyp der anderen Spieler. Entsprechend dieser anfänglichen Vermutung finden Spieler dann eine beste Antwort. Die Autoren betonen, dass ihre Theorie im Vergleich zu den klassischen Modellen der Stufe-k Argumentation und der CHT nicht die Heterogenität der Spielertypen, sondern die Heterogenität der Vermutungen über die Spielertypen der anderen Spieler beinhaltet.
Darüber hinaus sind Spieler in diesem dynamischen Ansatz in der Lage, ihre anfänglichen Vermutungen zwischen den Wiederholungen des gleichen Spiels nach dem Satz von Bayes zu aktualisieren. Hierdurch wird modelliert, dass Spieler im Stande sind, aus den gesammelten Erfahrungen zu lernen und sowohl ihre Vermutungen als auch ihre Handlungen daran anzupassen.
Im Vergleich zu den klassischen Formen der Stufe-k Argumentation und der CHT stellen Ho und Su drei fundamentale Unterschiede heraus.
1. Spieler sind im dynamischen Stufe-k Modell nicht in ihren kognitiven Fähigkeiten begrenzt. Das heißt, dass jeder Spieler zu jeder Zeit fähig ist, jeden Spielertyp einzunehmen.[6]
2. Eng damit verknüpft ist auch die Annahme, dass Spieler nicht zwangsläufig davon ausgehen, dass sie der höchsten Stufe aller Spieler angehören. Im dynamischen Stufe-k Modell können Spieler durchaus wahrnehmen, dass es höhere Spielertypen innerhalb der Population gibt, aber dennoch ihre Handlungen beibehalten, da sie vermuten, dass die Mehrheit der Spieler einem niedrigen Spielertyp angehört als dem eigenen.[6]
3. Das Aktualisieren der Vermutungen ist das wohl deutlichste Unterscheidungsmerkmal, da hierdurch ein Spieler in der Lage ist, sich dem beobachteten Verhalten der anderen Spieler anzupassen. Begegnet ein Spieler hauptsächlich höheren Spielertypen, wird er selbst die Handlungen einer höheren Stufe auswählen, begegnet er hingegen hauptsächlich niedrigeren Spielertypen, wird er selbst die Handlungen einer niedrigeren Stufe auswählen.[6]